# Segona Divisió 2019/20
Die Segona Divisió 2019/20, auch Lliga UNIDA genannt, war die 21. Spielzeit der zweithöchsten Fußballliga in Andorra. Sie begann am 21. September 2019 und endete am 11. Juli 2020.
Am 5. Mai 2020 wurde beschlossen, die Saison aufgrund der COVID-19-Pandemie in Andorra nicht mehr zu Ende zu führen. Die beiden Mannschaften die für einen Aufstieg in Frage kamen, traten noch einmal gegeneinander an, um den direkten Aufsteiger und Relegationsteilnehmer zu ermitteln. Penya Encarnada d’Andorra gewann dieses abschließende Saisonspiel gegen den Zweiten FS La Massana mit 2:1 und hatte damit vier Punkte Vorsprung. Somit entfiel ein zweites Entscheidungsspiel, das bei weniger als vier Punkte Differenz fällig gewesen wäre.

## Modus
Jedes Team sollte zunächst zweimal gegeneinander antreten; einmal zu Hause und einmal auswärts. Kurz vor Ende der Vorrunde wurden die Spiele ab März 2020 ausgesetzt. Eine Meister- bzw. Abstiegsrunde entfiel. Der Tabellenerste zum Zeitpunkt des Abbruchs stieg direkt auf, der Zweitplatzierte spielte am 1. August 2020 gegen den Vorletzten der Primera Divisió um den Aufstieg.

## Abschlusstabelle
| Pl. | Verein                    | Sp. | S  | U | N  | Tore    | Diff. | Punkte |
| --- | ------------------------- | --- | -- | - | -- | ------- | ----- | ------ |
| 1.  | Penya Encarnada d’Andorra | 17  | 16 | 1 | 0  | 056:800 | +48   | 49     |
| 2.  | FS La Massana             | 17  | 15 | 0 | 2  | 086:190 | +67   | 45     |
| 3.  | FC Encamp (A)             | 16  | 8  | 3 | 5  | 042:360 | +6    | 27     |
| 4.  | FC Rànger’s               | 15  | 8  | 0 | 7  | 031:370 | −6    | 24     |
| 5.  | FC Lusitanos (A) 1        | 15  | 7  | 2 | 6  | 048:220 | +26   | 20     |
| 6.  | Inter Club d’Escaldes B   | 16  | 6  | 2 | 8  | 028:360 | −8    | 20     |
| 7.  | UE Santa Coloma B         | 15  | 6  | 1 | 8  | 039:490 | −10   | 19     |
| 8.  | CF Atlètic Amèrica        | 16  | 3  | 0 | 13 | 030:640 | −34   | 09     |
| 9.  | CE Carroi B 1             | 16  | 3  | 1 | 12 | 025:530 | −28   | 07     |
| 10. | UE Extremenya 1           | 15  | 2  | 0 | 13 | 010:710 | −61   | 03     |

Platzierungskriterien: 1. Punkte – 2. Direkter Vergleich (Punkte, Tordifferenz, geschossene Tore) – 3. Tordifferenz – 4. geschossene Tore

| (A) | Absteiger aus der Primera Divisió |

## Kreuztabelle
| 2019/20                   | Penya Encarnada d’Andorra | FS La Massana | FC Encamp | FC Rànger’s | FC Lusitanos | Inter Club d’Escaldes | UES | AMÈ | CAR | UE Extremenya |
| ------------------------- | ------------------------- | ------------- | --------- | ----------- | ------------ | --------------------- | --- | --- | --- | ------------- |
| Penya Encarnada d’Andorra |                           | 2:1           | 2:0       | 6:0         | 0:0          | 4:0                   | 3:0 | 7:1 | –   | 3:0           |
| FS La Massana             | 1:2                       |               | 4:1       | 7:1         | 3:0          | 4:1                   | 8:2 | 4:0 | 8:1 | 8:0           |
| FC Encamp                 | 1:4                       | 2:7           |           | 2:1         | 2:2          | 4:1                   | 3:2 | 3:1 | 4:0 | –             |
| FC Rànger’s               | 0:3                       | 1:4           | 3:2       |             | 0:5          | –                     | 3:0 | 3:4 | 4:2 | –             |
| FC Lusitanos              | 1:3                       | 1:2           | –         | 0:3         |              | 3:0                   | 8:1 | 9:0 | 1:0 | 3:0           |
| Inter Club d’Escaldes     | 0:1                       | –             | 3:3       | 1:2         | 3:2          |                       | 2:1 | 3:2 | 1:1 | 3:1           |
| UE Santa Coloma B         | 1:5                       | 4:7           | 3:3       | –           | –            | 2:0                   |     | 3:1 | 3:1 | 7:0           |
| CF Atlètic Amèrica        | 1:2                       | 1:8           | 3:6       | 0:4         | 1:2          | 1:8                   | 2:6 |     | 2:4 | 2:0           |
| CE Carroi                 | 1:6                       | 0:1           | 0:3       | 0:1         | 0:10         | 5:2                   | 3:4 | –   |     | 0:2           |
| UE Extremenya             | 0:3                       | 0:9           | 0:3       | 1:5         | 4:3          | 0:6                   | –   | 0:9 | 1:7 |               |

## Relegation
Der Siebtplatzierte bestritt im Anschluss ein Relegationsspiel gegen den Zweitplatzierten der Segona Divisió.
Ursprünglich sollte die Relegation am 25. und 28. Juli 2020 in zwei Spielen durchgeführt werden. Nachdem ein Spieler von FS La Massana positiv auf Corona getestet wurde, entschied der FAF auf eine Entscheidung in einem Spiel, das am 1. August 2020 ausgetragen wurde.
|           | Ergebnis |               |
| --------- | -------- | ------------- |
| CE Carroi | 4:1      | FS La Massana |